# Daniel Dąbrowski
Daniel Dąbrowski (Łódź, 2 september 1983) is een Poolse sprinter die gespecialiseerd is in de 400 m. Zijn grootste successen behaalde hij op de 4 x 400 m estafette.
Zijn eerste succes beleefde hij 2005 door de Poolse kampioenschappen van neosenioren te winnen op de 200 m en de 400 m. Dat jaar won hij op de Universiade in het Turkse İzmir ook een gouden medaille op het onderdeel 4 x 400 m estafette. Met zijn teamgenoten Marcin Marciniszyn, Rafał Wieruszewski en Piotr Klimczak finishten ze in 3.04,67 achter het team uit Amerika.
In 2006 maakte hij zijn internationale doorbraak. Op de Europese kampioenschappen atletiek 2006 in Göteborg won hij met zijn teamgenoten Piotr Kedzia, Piotr Rysiukiewicz, Rafał Wieruszewski een bronzen medaille op de 4 x 400 m estafette. Met een tijd van 3.01,73 eindigde dit team achter de estafetteploegen van Frankrijk (goud; 3.01,10) en Groot-Brittannië (zilver; 3.01,63). Individueel kwalificeerde hij zich voor de finale waar hij een vierde plaats behaalde in 45,56.
Op de Wereldkampioenschappen atletiek 2007 in Osaka werd hij met zijn teamgenoten Marek Plawgo, Marcin Marciniszyn en Kacper Kozłowski derde in 3.00,05. De wedstrijd werd gewonnen door het Amerikaanse team in een beste wereldjaarprestatie van 2.55,56. Op de Olympische Spelen van 2008 in Peking sneuvelde hij in de series met een tijd van 47,83.
Hij is aangesloten bij AZS Łódź.

## Titels
- Pools kampioen (onder 23 jaar) 200 m - 2005
- Pools kampioen (onder 23 jaar) 400 m - 2005
- Pools kampioen 200 m (indoor) - 2006

## Persoonlijke records
Outdoor
| Onderdeel | Prestatie | Datum            | Plaats |
| --------- | --------- | ---------------- | ------ |
| 100 m     | 10,58 s   | 27 mei 2006      | Kielce |
| 200 m     | 20,74 s   | 9 september 2006 | Łódź   |
| 400 m     | 45,33 s   | 1 juli 2007      | Poznan |

Indoor
| Onderdeel | Prestatie | Datum            | Plaats  |
| --------- | --------- | ---------------- | ------- |
| 60 m      | 6,84 s    | 22 januari 2005  | Spala   |
| 200 m     | 21,07 s   | 26 februari 2006 | Spala   |
| 400 m     | 46,46 s   | 12 februari 2006 | Leipzig |

## Palmares

### 400 m
- 2006:  Europacup - 46,37 s
- 2006: 4e EK - 45,56 s
- 2006: 5e Wereldbeker - 45,61 s

### 4 x 400 m estafette
- 2005:  Universiade - 3.02,57
- 2006:  WK indoor - 3.04,67
- 2006:  EK - 3.01,73
- 2006: 5e Wereldbeker - 3.03,90
- 2007:  WK - 3.00,05
- 2010: 5e EK - 3.03,42